# 吹田市立第三中学校
吹田市立第三中学校（すいたしりつ だいさんちゅうがっこう）は、大阪府吹田市中の島町にある公立中学校。
学制改革と同時の1947年に、吹田市で最初の中学校の一つとして創立した。学校は吹田市の南端、神崎川沿いに立地している。

## 沿革
1947年の学制改革の際、吹田市（当時の市域）で最初の新制中学校3校のうちの1校・吹田市立第三中学校として開校した。当初は吹田市立吹田第三小学校内に仮校舎を設置していたが、翌1948年には三島郡味舌村（ましたむら）（現在の摂津市）正雀・元三島重工業工場跡に独立校舎を設置した。正雀時代には、味生村（あじふむら）（現・摂津市）からの授業委託を受け、味生村からの生徒も受け入れていた。
1952年には現在地に新校舎を設置することになり、同年12月に移転した。また移転に先立つ同年9月には味生村立中学校（摂津市立第一中学校の前身校の一つ）が独立開校することになり、授業委託は解消されている。
生徒数の増加により、1962年に吹田市立第五中学校が分離開校している。

### 年表
- 1947年
  - 4月1日 - 吹田市立第三中学校として開校。
  - 4月22日 - 吹田市立新設3中学校の合同開校式を実施。
- 1948年4月 - 三島郡味舌村に独立校舎を設置。味生村立中学校の授業委託を受ける。
- 1952年
  - 9月5日 - 味生村立中学校が独立開校。同校の授業委託を解消。
  - 12月 - 現在地に新校舎を設置、移転。
- 1961年4月 - 分校を設置。
- 1962年4月 - 分校が吹田市立第五中学校として分離独立。
- 1968年3月 - 体育館が不審火により火事となり、ほぼ焼け落ちる。このため体育館で卒業式ができず、吹田市民会館（当時片山にあった）で行われた。
- 1977年3月 - 体育館竣工。
- 1982年9月 - 校旗制定。

## 通学区域
- 吹田市立吹田第一小学校と吹田市立吹田第六小学校の通学区域。

## 交通
- 阪急千里線 吹田駅 南へ約1km。
- 東海道本線（JR京都線） 吹田駅 南西へ約1.4km。

## 著名な出身者
- 米沢富美子 - 物理学者
- 大木こだま - 漫才師